# Яново (Кольненський повіт)
Яново (пол. Janowo) — село в Польщі, у гміні Кольно Кольненського повіту Підляського воєводства.
Населення — 475 осіб (2011).

## Демографія
Демографічна структура станом на 31 березня 2011 року:
|          | Загалом | Допрацездатний вік | Працездатний вік | Постпрацездатний вік |
| -------- | ------- | ------------------ | ---------------- | -------------------- |
| Чоловіки | 245     | 48                 | 170              | 27                   |
| Жінки    | 230     | 52                 | 126              | 52                   |
| Разом    | 475     | 100                | 296              | 79                   |